# Metal Slug 4
Metal Slug 4 est un jeu vidéo de type run and gun développé par Mega Enterprise et édité par Playmore en 2002 sur Neo-Geo MVS, Neo-Geo AES (NGM 263). C'est le cinquième épisode de la série Metal Slug.

## Portages
- PlayStation 2 (2004 ; 2005, Metal Slug 4 & 5 ; 2006, The Metal Slug Collection)
- Xbox (2005 ; 2005, Metal Slug 4 & 5)
- PlayStation Portable (2006, The Metal Slug Collection)
- Wii (2006, The Metal Slug Collection)